# Wael Kfoury
Michel Émile Kfoury (em árabe: ميشال إميل كفوري ; nascido em 14 de setembro de 1974), mais conhecido pelo nome artístico Wael Kfoury (em árabe: وائل كفوري), é um cantor, músico, compositor e ator libanês.

## Carreira
Wael estudou solfejo na Universidade do Espírito Santo de Kaslik.

## Acordos comerciais
Wael assinou um acordo de campanha publicitária para a filial da PepsiCo na PepsiArabia. Ele era um garoto-propaganda da "Bahr el Noujoum" patrocinado pela PepsiCo (cujo significado é Mar de Estrelas).
Em fevereiro de 2009, ele anunciou uma cooperação com a LG Electronics para uma busca por futuras estrelas da música.

## Vida pessoal
Kfoury nasceu em uma família católica greco-melquita. Ele é casado com Angela Bechara. O relacionamento e o casamento deles foram mantidos em segredo pela imprensa temporariamente. O casal tem uma filha chamada Michele. Seu nome vem do equivalente feminino do nome de seu pai, Michel. O segundo filho do casal, Milana, nasceu em 1° de junho de 2016.

## Álbuns
- 1994: Shafouha w Sarou Y'oulou (شافوها وصارو يقولوا)
- 1995: Mayyet Fiki (ميت فيكي)
- 1996: Ba'd el Sentayn (بعد السنتين)
- 1997: Tna'shar Shaher (اتنعشر شهر)
- 1998: Shubbak el Houb (شباك الحب)
- 1999: Hikayat 'Asheq (حكاية عاشق)
- 2000: Sa'alouni (سألوني)
- 2001: Shou Ra'yak (شو رأيك)
- 2003: Oumry Killo (عمري كلو)
- 2004: Qorb Liyya (قرب ليى)
- 2005: Bhebak ana ktyr (بحبك أنا كتير)
- 2007: Byihenn (بيحنّ)
- 2010: Kfoury Classic perfect
- 2012: Ya Dalli Ya Rou7i (يا ضلي يا روحي)
- 2014: Al Gharam l mostahil (الغرام المستحيل)
- 2017: E.